# Никитина, Евдокия Тимофеевна
Евдокия Тимофеевна Никитина (1916—1990) — советская работница лёгкой промышленности, стригальщица меховой фабрики, Герой Социалистического Труда.

## Биография
Родилась в 1916 году.
В 1932 году пришла на казанскую меховую фабрику № 2 подсобной рабочей. Вскоре, заменив заболевшую работницу у колотильной машины (очищает шкуры от песчинок и опилок после предыдущих операций), Евдокия Никитина освоилась с новым для себя делом. Всю свою последующую трудовую деятельность провела на меховой фабрике, которая со временем выросла в Казанское меховое объединение. Незадолго до Великой Отечественной войны стала сменным мастером, в годы самой войны изготовляя овчинные полушубки для Красной армии. Продолжила работу на фабрике и после войны, стабильно перевыполняла нормы в 2,5—3 раза, возглавляя массовое движение ударниц на меховом объединении.
После выхода на пенсию находилась на пенсии. Умерла в 1990 году.

## Награды
- 7 марта 1960 года А. И. Евдокимовой было присвоено звание Героя Социалистического Труда с вручением ордена Ленина (в ознаменование 50-летия Международного женского дня, за выдающиеся достижения в труде и особо плодотворную общественную деятельность).[2]
- Также была награждена медалями.